# Joseph Mifsud
Joseph Mifsud (* 1960 in Malta) ist ein maltesischer Professor für Politikwissenschaft und Internationale Beziehungen. Mifsud wurde nach der Wahl von Donald Trump als eine der zentralen Figuren in den FBI-Ermittlungen zu den Russlandkontakten des Wahlkampfteams von US-Präsident Donald Trump porträtiert. Der US-Sonderermittler Robert Mueller, der zwei Jahre lang gegen Trump ermittelte, stellte Mifsud in seinem Abschlussbericht als russischen Agenten dar.

## Leben
Joseph Mifsud war als hoher Regierungsbeamter für Malta tätig und an den Verhandlungen des Landes über seine EU-Mitgliedschaft beteiligt. The Malta Times berichtete, dass Mifsud für den maltesischen Außenminister Michael Frendo gearbeitet hatte.
Er leitete später die private London Academy of Diplomacy und war in London ansässig. Nach Recherchen des Guardian schloss die Akademie Anfang 2017.
Joseph Mifsud war Leiter einer Wahlbeobachtungsmission in Kasachstan. Er attestierte der Präsidentschaftswahl 2015 in Kasachstan, sie hätte alle Normen und Standards der Europäischen Union erfüllt.
Mifsud hatte nicht näher quantifizierte Lehraufträge an der University of East Anglia und der University of Stirling. Mifsud arbeitete für die Link Campus University in Rom, die von dem ehemaligen italienischen Innenminister Vincenzo Scotti (Democrazia Cristiana) geleitet wird. Link Campus bestätigte, dass Mifsud in einer Wohnung in Rom wohnte und die Miete bis Januar 2018 von Link Campus bezahlt wurde. Ein römischer Professor sagte dem Guardian, die Link Campus habe den Ruf, eng mit italienischen Geheimdienstkreisen verbunden zu sein.
Mifsud ist Mitglied im Komitee des Pan-europäischen Thinktanks European Council on Foreign Relations (ECFR).

## Bibliographie
- Stephan C. Roh, Thierry Pastor: The Faking of Russia-Gate - The Papadopoulos Case. ILS Publishing, 2018, ISBN 988-78017-2-0, ISBN 978-988-78017-2-6
- George Papadopoulos: Deep State Target - How I Got Caught in the Crosshairs of the Plot to Bring Down President Trump. Diversion Books, März 2019, ISBN 1-63576-493-9, ISBN 978-1-63576-493-2